# Thyasira cygnus
Thyasira cygnus är en musselart som beskrevs av Dall 1916. Thyasira cygnus ingår i släktet Thyasira och familjen Thyasiridae. Inga underarter finns listade i Catalogue of Life.